# Ludvig Lorenz
Ludvig Valentin Lorenz (ur. 18 stycznia 1829, zm. 9 czerwca 1891) – duński matematyk i fizyk. Opracował równanie matematyczne wyjaśniające zjawiska takie jak zależności pomiędzy załamaniem światła a gęstością czystej substancji przezroczystej, a także zależność między przewodnością elektryczną i cieplną metalu a temperaturą (prawo Wiedemanna-Franza-Lorenza).

## Życiorys
Lorenz urodził się w Helsingør i studiował na Duńskim Uniwersytecie Technicznym w Kopenhadze. Został profesorem w Akademii Wojskowej w Kopenhadze w 1876. Od 1887 roku jego badania były finansowane przez Fundację Carlsberg. Badał opis matematyczny propagacji światła przez pojedynczy jednorodny ośrodek i opisał przejście światła pomiędzy różnymi ośrodkami. Wzór na matematyczną relację między współczynnikiem załamania światła i gęstością medium został opublikowany przez Lorenza w 1869 roku i przez Hendrika Lorentza (który odkrył ją samodzielnie) w 1878 roku, przez co jest nazywana wzorem Lorentza-Lorenza. Wykorzystując swoją teorię o świetle ustalił tzw. miernik stanu Lorentza i był w stanie określić prawidłową wartość prędkości światła. Ponadto opracował teorię o rozpraszaniu światła, publikując ją w języku duńskim w 1890, a w roku 1898 w języku francuskim w zbiorze jego prac. Później została ona odkryta ponownie przez Gustava Mie w 1908, dlatego jest czasami określana jako teoria Lorenza-Mie. Dodatkowo, Lorenz zapewnił podwaliny do rozpoczęcia badań w dziedzinie elipsometrii, gdyż odkrył – stosując teorię Fresnela o załamaniu – że światło odbite od cienkiej warstwy przejściowej pomiędzy dwoma ośrodkami staje się eliptycznie spolaryzowane.